# Caenolestes caniventer
Caenolestes caniventer är en pungdjursart som beskrevs av Harold Elmer Anthony 1921. Caenolestes caniventer ingår i släktet Caenolestes och familjen inkanäbbmöss. IUCN kategoriserar arten globalt som nära hotad. Inga underarter finns listade. Ibland används gråbukig inkanäbbmus som svenskt trivialnamn.

## Utbredning
Pungdjuret förekommer i bergstrakter i norra Peru och Ecuador. Regionen ligger minst 1 500 meter över havet. Habitatet utgörs av subtropiska bergsskogar.

## Utseende
Arten blir ungefär 25,5 cm lång, inklusive en cirka 12,5 cm lång svans. Vikten ligger vid 40 g. Pälsen bildas av cirka 10 mm långa svartbruna täckhår med vita spetsar. Tillsammans med den ljusgråa underullen får pälsen ett gråaktigt utseende. På bröstet förekommer ibland mörka fläckar. Caenolestes caniventer tillhör pungdjuren men vuxna honor saknar pung (marsupium). Däremot finns en rudimentär hudflik hos unga honor som inte är könsmogna.

## Ekologi
Utanför parningstiden lever varje individ ensam. De är främst aktiva på kvällen och under natten. På dagen vilar de i håligheter under trädens rötter. Caenolestes caniventer vistas vanligen på marken men den kan klättra i växtligheten. Arten äter liksom andra medlemmar av samma släkte olika ryggradslösa djur som skalbaggar, gräshoppor, fjärilslarver, spindeldjur och daggmaskar. Ibland ingår några växtdelar eller ungdjur av gnagare i födan. Födan hittas främst i skiktet av mossa och löv på marken.
Arten fortplantar sig vanligen mellan februari och augusti men även i september hittades en dräktig hona. Honor har fyra spenar och troligen upp till fyra ungar per kull.